# Carel Vincent van Boetzelaer van Dubbeldam
Carel Vincent baron van Boetzelaer van Dubbeldam (Leiden, 12 februari 1748 - 's-Gravenhage, 24 oktober 1829) was een Nederlandse politicus.
Van Boetzelaer van Dubbeldam was een officier, afkomstig uit de kringen rond Willem V, die door koning Willem I in 1816 tot Eerste Kamerlid werd benoemd. Hij was diens kamerheer en opperhofmaarschalk. Vóór 1795 was hij generaal-majoor van de cavalerie en commandant van een persoonlijke garde van de prins-stadhouder. Zijn familie behoorde tot de aanzienlijke geslachten uit Leiden; zijn vader was burgemeester, raad en schepen van die stad.
Hij trouwde op 13 februari 1783 in Den Haag met Marie Anna Aimée rijksgravin van Bylandt (Den Haag, 23 november 1746 - Den Haag, 13 maart 1831). Zij was een dochter van Roeleman Ferdinand des H.R. rijksgraaf van Bylandt (27 mei 1716 - Wageningen, 25 december 1791) en Anna Cornelia des H.R. Rijksbarones von Friesheim (Den Haag, 27 oktober 1723 - Wageningen, 30 juni 1761). 
- Biografisch Portaal: 12962526
- Digitale Bibliotheek voor de Nederlandse Letteren: boet014
- Parlement.com: vg09llrsyrzq